# Église Saint-Vincent de Cherain
Pour les articles homonymes, voir Église Saint-Vincent.
L'église Saint-Vincent est un édifice religieux catholique classé situé à Cherain dans la commune de Gouvy en province de Luxembourg (Belgique).

## Situation
L'église se situe au centre du petit village ardennais de Cherain. Elle est entourée par un vieux cimetière ceint d'un mur en grès.

## Historique
Cet édifice de style roman mosan a été probablement érigé au cours du XIe siècle en remplacement d'un ancien lieu de culte déjà mentionné dès 814. Plusieurs remaniements et restaurations ont été opérés successivement en 1694 (par le prieur Bernard Tabar de Brisy), en 1788, en 1884 et en 1957 (par l'architecte Albert Degand de Bruxelles).

## Architecture
L'édifice bâti principalement en moellons de grès se compose d'une triple nef de quatre travées avec arcades aveugles encerclant les baies et un chevet à trois pans coupés. La tour est coiffée d'une toiture en ardoises à deux niveaux octogonaux à base concave avec abat-son et flèche surmontée d'une croix en fer forgé. Une chapelle a été ajoutée au XVIe siècle en prolongement de la nef sud.

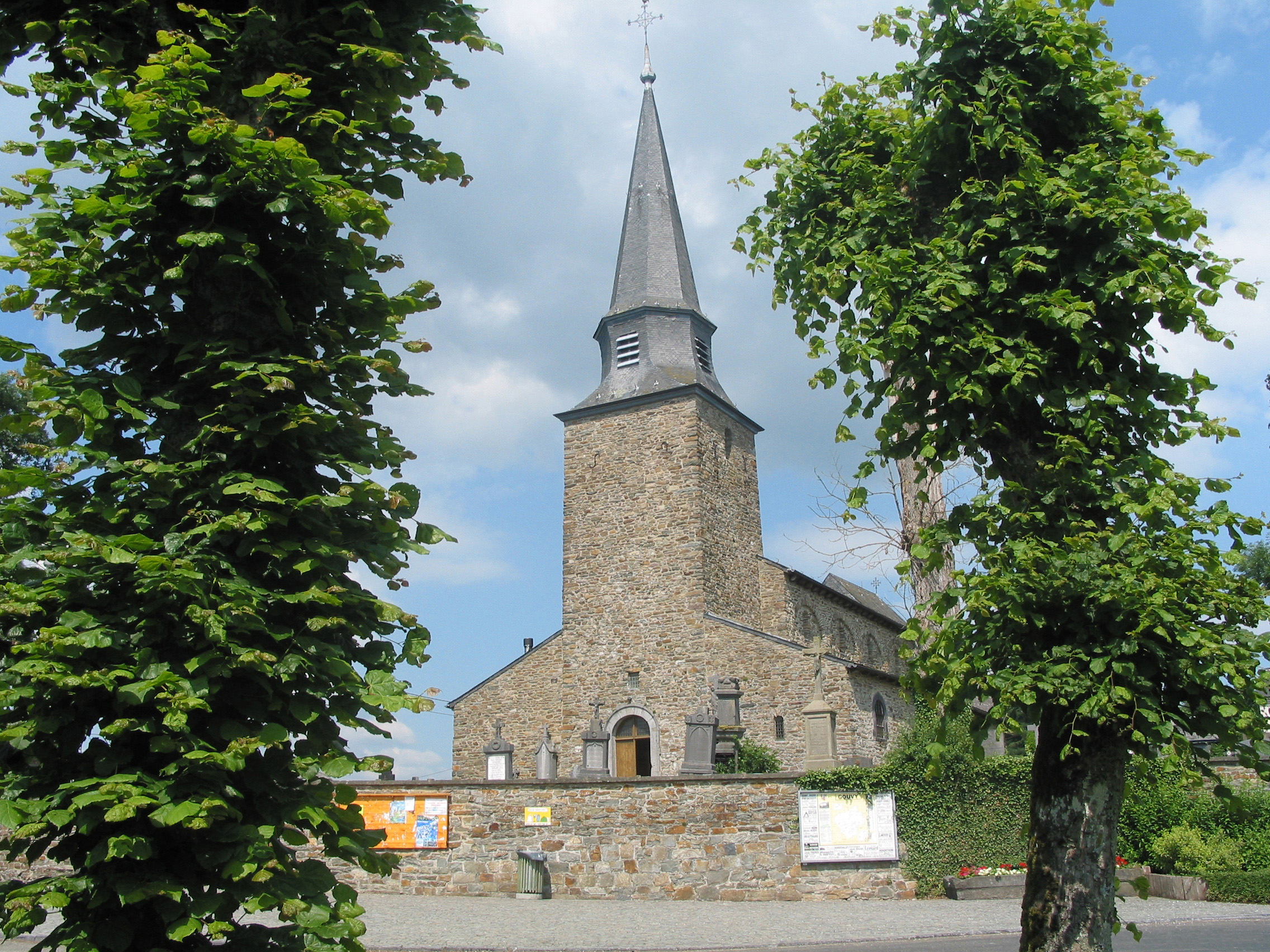